# Кидд, Томас
То́мас Кидд (англ. Thomas Kidd; род. 1955) — американский художник-иллюстратор, специализирующийся на оформлении научно-фантастических и фэнтезийных книг. Работает под собственным именем, а также под псевдонимами Gnemo и Newell Convers. Проживает в Нью-Милфорде (США).
В начале карьеры копировал работы других авторов, затем стал превносить в свои работы оригинальные элементы. Со временем сместил акценты в творчестве на изображение вымышленных образов, в связи с чем категорически отказывался от предложений о работе в жанрах, предполагавших реальное изображение действительности.
Многие работы наполнены специфическим юмором, который раскрывается при внимательном изучении деталей.
В течение двух лет проходил обучение в Сиракьюсском университете (США, штат Нью-Йорк), но законченного образования не получил.
Переехал в Нью-Йорк.
Создавал обложки для Baen Books, Random House, DAW Books, Warner Books, Doubleday, Ballantine Books, Marvel Comics, Tor Books и др.
Иллюстрировал «Три мушкетёра» (1998, William Morrow), «Войну миров» (2001, Harper Collins).
Оформил обложки более 100 книг, в том числе российских авторов («Миссия чужака», С. Якимов 1998, «Атака теней», Алекс Орлов 2001).
Издал две книги собственных работ: The Tom Kidd Sketchbook (1990, Tundra) и Kiddography: The Art & Life of Tom Kidd (2006, Paper Tiger).
Награждён Всемирной премией фэнтези (Лучший художник, 2004) и семью премиями Чесли.
Работал для киноиндустрии, создавал дизайн для тематических парков, развлекательных продуктов, разрабатывал самые разные концепты для Walt Disney, Rhythm & Hues, Universal Studios и др.
Работы размещены в The Delaware Art Museum, The Society of Illustrators, Science Fiction Museum & Hall of Fame.